# Zingonia
Zingonia [ʣiŋˈɡɔːnja] (Zingònia [ziŋˈɡɔn(ː)ja] in dialetto bergamasco) è una località della provincia di Bergamo che si divide tra i comuni di Verdellino, Ciserano, Osio Sotto, Verdello e Boltiere.
L'abitato di Zingonia è originato da un progetto urbano - di città a misura dei lavoratori - coordinato dall'architetto Franco Negri e realizzato dalla seconda metà degli anni sessanta, su richiesta dell'imprenditore Renzo Zingone.
A livello toponomastico, soltanto Ciserano e Verdellino riconoscono nella cartellonistica stradale la località parte del proprio territorio comunale.
A Zingonia ha la propria sede operativa la società calcistica Atalanta.

## Storia

### Il quartiere Zingone a Trezzano sul Naviglio
Nel 1958, con un progetto che, dalle prime fasi, alla cantierizzazione e consegna dei fabbricati avrebbe richiesto 6 anni, l'imprenditore romano Renzo Zingone - con già sulle spalle la costruzione di infrastrutture pubbliche in Venezuela, ed una recente acquisizione finanziaria (una banca di Milano, poi trasformata nella Banca Generale di Credito) - aveva dato vita al quartiere Zingone a Trezzano sul Naviglio, caratterizzato da un complesso di edifici dall'architettura sobria e razionale tipica del secondo dopoguerra anni '60, che si sviluppano attorno alla piazza principale, piazza San Lorenzo, su cui affaccia il grattacielo.

### Il progetto di Zingonia
Pochi anni dopo, chiamando l'architetto Franco Negri, già suo collaboratore per il progetto di Trezzano, avrebbe deciso di applicare la stessa visione utopica alla fondazione di una vera e propria città. Si prevedeva, attraverso la società Zingone I.F. (iniziative fondiarie)  S.p.A., la creazione di un'urbanizzazione razionale, fornita di tutti i servizi, con diverse finalità, fra cui quella di creare spazi industriali (capannoni ed infrastrutture) in cui gli imprenditori avrebbero potuto insediare i propri progetti produttivi, vicini agli spazi residenziali e ricreativi (abitazioni, cinema, ristoranti…), in modo da evitare il fenomeno del pendolarismo e creare un nuovo modello di società.
Lo stesso imprenditore dichiarò, presentando il progetto in un opuscolo dell'epoca:
Non un nuovo "quartiere" od un "centro satellite", ma una vera e propria città, costituita da stabilimenti industriali, edifici e servizi per 50mila abitanti...Tutte le industrie hanno il problema, determinante per l'economia aziendale, della riduzione dei costi di produzione. Zingonia, risolve tale problema sia per l'ambiente ideale e sereno offerto dalle maestranze locali, sia per le infrastrutture necessarie già assicurate, sia infine per le notevoli provvidenze delle leggi speciali…
In quanto alle infrastrutture primarie e secondarie, la nuova città vanterà un sistema di distribuzione centralizzato del calore e del gas per uso industriale e domestico, un sistema di centralizzazione di servizi connessi alle industrie, diretti alla riduzione dei costi, un eliporto, mense aziendali collettive…
Nell'intraprendere questa grande realizzazione, che rappresenta fin d'ora un valido ponte fra l'economia milanese e quella bergamasca e di altre industriose zone lombarde, ci si è preoccupati di creare una urbanizzazione che conciliasse interessi privati e prospettive sociali in un nuovo grande centro, che potesse servire da polo di attrazione per altre zone industriali limitrofe...Un comprensorio agricolo di modesto rendimento si sta così trasformando in una città operosa con prospettive di sviluppo sempre più promettenti»
Era quindi stato scelto un terreno di 500 ettari sotto la giurisdizione di diversi comuni: Boltiere, Ciserano, Osio Sotto, Verdello e Verdellino, con i quali vennero sottoscritti una serie di accordi. Se, da una parte, l'area era di tipo agricolo, si trattava peraltro di un insieme di "zone depresse" secondo la legislazione italiana dell'epoca, con la possibilità di agevolazioni fiscali sia per chi costruiva che per le attività che vi si fossero insediate. Fra i vantaggi dell'area, quella di essere relativamente pianeggiante, con terreno di natura sabbio-ghiaiosa,e priva di acque stagnanti (quindi facilmente edificabile) e, dall'altra, dotato d'acqua potabile a profondità non eccessiva.  La zona, poi, era relativamente vicina (e quindi agganciabile o comunque raggiungibile con un passante ed un nuovo casello, come il progetto ipotizzava) a nord-ovest, all'autostrada Milano-Venezia, mentre a sud, la costruzione delle arterie era parte del progetto, con la stesa della strada Francesca, pensata per congiungere Milano con Brescia. A Est, non troppo lontana, vi era già all'epoca la strada statale 42. Infine, il piano puntava molto sul progetto - all'epoca in corso - della costruzione dell'autostrada dello Spluga, dalla Valle Padana verso il centro Europa.
Non mancavano i collegamenti ferroviari: vicina era la linea Milano-Treviglio-Bergamo, con le stazioni di Treviglio (linea Milano-Venezia) e di Verdello-Dalmine. Di nuovo, era prevista una linea delle ferrovie veloci dell'Adda (all'epoca attiva, fino a Gorgonzola) che avrebbe collegato Zingonia con Milano e con Bergamo.
Il progetto di Zingonia puntava anche sulle vie fluviali, con il progetto del canale navigabile Ticino-Milano Nord-Mincio-Adriatico che avrebbe collegato le pendici delle Alpi fino ai porti di Venezia-Mestre e di Trieste, passando attraverso Zingonia, con la creazione di una zona portuale franca.

### La costruzione e la crisi degli anni settanta
I lavori iniziarono nel 1964, con la previsione di un'urbanizzazione su 7620000 m² di cui 2312000 per attività industriali, 2722000 per uso abitativo e 780000 per il terziario. La popolazione avrebbe dovuto aggirarsi intorno alle 50000 persone.
I cantieri consentirono l'inizio degli insediamenti residenziali e industriali già nel 1966; furono presto completate le scuole elementari e l'asilo nido, oltre alla rete stradaria e una serie di arredi industriali, fra cui una fontana - al centro di una rotonda stradale - con al centro un obelisco, nota come "Piazza del Missile". Nei dintorni, ai due lati dell'arteria denominata "Corso Europa" sorsero due isolati - dal 2019 non più esistenti - con 3 torri ciascuno, disegnati in modo da trovarsi ai tre estremi di un ideale cortile-giardino, mentre al quarto angolo era inserito un palazzo più basso. Si trattava dei quartieri con le torri denominate "Anna" (1, 2, 3) con diverse attività commerciali e servizi, fra cui il Bar Perry's incastonato in una struttura più bassa all'esterno del cortile dei palazzi; l'altro quartiere comprendeva le palazzine "Athena" (1,2,3) con costruzioni più basse che includevano altri esercizi commerciali, il Bar Athena, l'ufficio postale. e, sul retro un bocciodromo ed una pista da cross, poi sostituite da altre strutture
Un ulteriore spazio era quello di Piazza Affari, con una grande fontana, la presenza di alcuni esercizi e tre palazzine denominate: Barbara 1, Barbara 2, Bettina e il Grattacielo.
I capannoni industriali - ed industriali-commerciali -  pensati in tre distinte tipologie: "Bergamo", "Roma" e "Vittoria", a seconda delle dimensioni e delle caratteristiche - furono completati, assieme ad altre strutture commerciali, alla chiesa in cemento armato dalla forma moderna (peraltro aggiunta successivamente, su progetto di Vittorio Sonzogni), il centro sportivo Bortolotti (utilizzato dal settore giovanile dell'Atalanta), un Grand Hotel, un ospedale (il policlinico San Marco), luoghi di ritrovo (fra i quali il club house) e ad alcuni appartamenti e villette unifamiliari.
Il progetto iniziale prevedeva anche - da quel che resta sui disegni - molti altri edifici e strutture: la realizzazione di uno dei primi centri commerciali, di un teatro ed un centro direzionale, nonché di un eliporto. La zona avrebbe dovuto essere poi connessa, attraverso un passante, alla autostrada Milano-Venezia, ed unita alla rete fluviale del nord Italia grazie ad un canale artificiale navigabile, con tanto di darsena.
Problematiche di vario genere, anche relative al coordinamento fra i comuni, che si dividevano le diverse parti della città e che avrebbero dovuto fornire servizi di trasporto ed intervenire nella pianificazione dei servizi e una generale recessione dei primi anni settanta (con la crisi del 1973), fecero sì che il progetto venisse ridimensionato sulla base delle nuove esigenze; la popolazione, che stimata per un massimo di 50000 abitanti, arrivò a malapena a qualche migliaio, mostrò presto come tutte le previsioni di sviluppo fossero state eccessivamente ottimistiche. Nel 1971, a quello che era stato già costruito, non si sarebbe aggiunto più molto del vecchio progetto. Molti edifici restarono sulla carta e lo stesso imprenditore si trasferì altrove e cedette - fra i suoi interessi - anche la costruzione e la commercializzazione di Zingonia ad un'altra società, la COIMA di Riccardo Catella. Da quel momento, di fatto, venendo meno la prima visione d'insieme, il "progetto Zingonia" iniziale, per come era sulla carta, cessò di esprimersi su terreno, non arrestandosi, ma scomparendo progressivamente. Le decisioni - infatti - tornarono in mano ai proprietari dei diversi edifici e di competenza dei diversi comuni; negli anni a seguire furono operate modifiche su edifici già esistenti e saranno, successivamente, costruiti edifici nuovi (con o senza l'abbattimento di quelli del progetto iniziale).

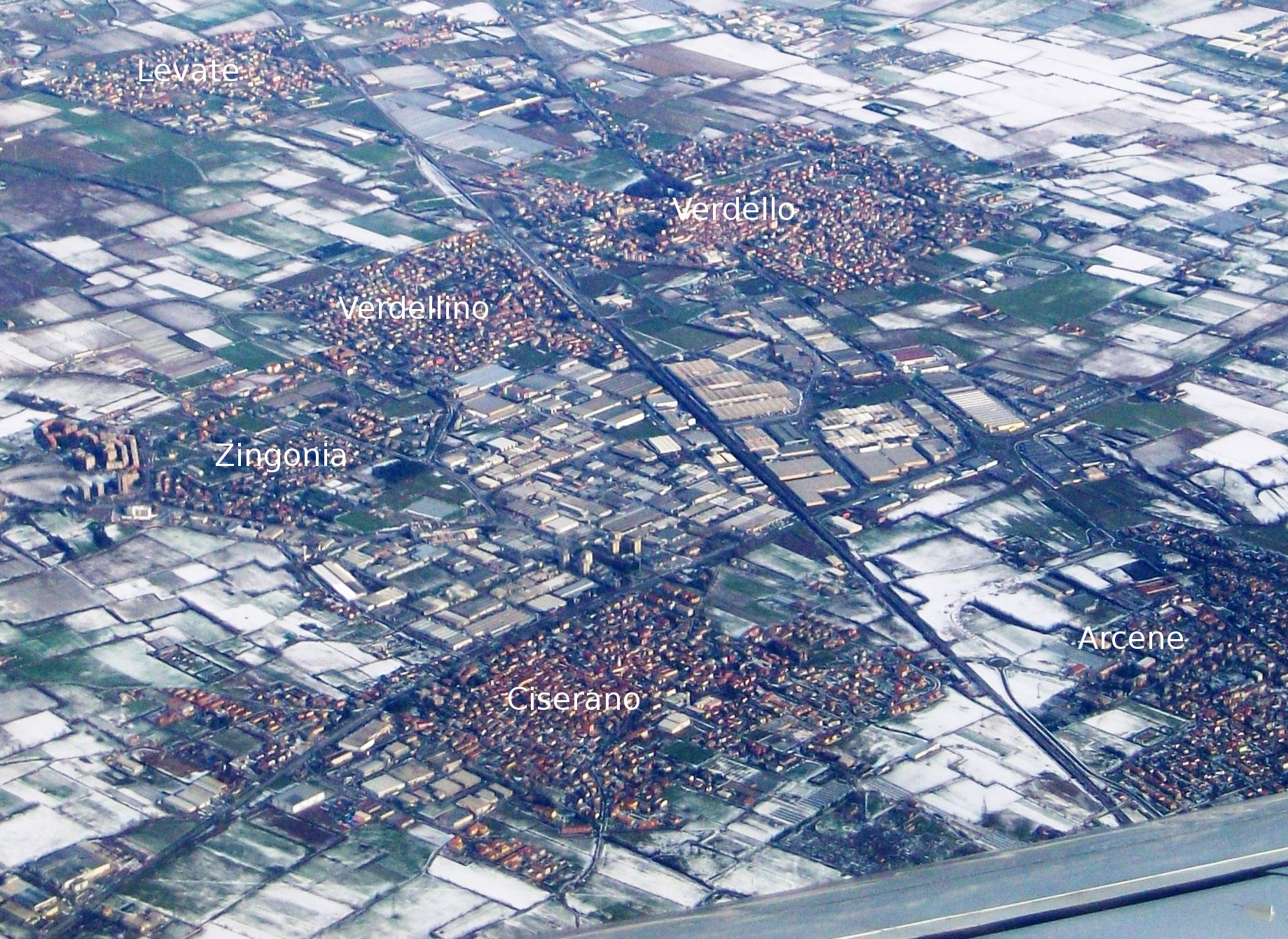
Visuale aerea di Zingonia con indicazione dei paesi circostanti

### Dagli anni settanta al terzo millennio
Da allora, senza mai divenire una città, Zingonia fu insomma lentamente trasformata e lo stesso progetto - perso il piano regolatore originario -  sarà stravolto ed anonimizzato dall'abbattimento di diverse strutture oramai in disuso, con la costruzione di nuovi edifici, secondo le esigenze che le diverse epoche hanno richiesto, in uno sviluppo disordinato. Alcune parti di Zingonia sono state oggetto di un particolare degrado e da fenomeni di abbandono, chiusure, con l'emergere di episodi di illegalità e criminalità. Se in parte sono stati attuati tentativi di riqualificazione, con la collaborazione di figure professionali, il coinvolgimento delle Amministrazioni Comunali, forze dell'ordine, amministrazioni condominiali e  gli stessi cittadini, con esiti decisamente molto positivi, in altre zone ciò è stato impossibile.
Alcune strutture sono state manutenute oppure recuperate: il Grand Hotel è stato ripristinato, ed è stato mantenuto in attività - con una serie di modifiche - l'ospedale (rilevato dal gruppo San Donato) è in piena espansione; altre - come piazza affari - storicamente soggette a fenomeni di degrado, sono state comprese in un progetto di monitorizzazione permanente. Capitolo a parte è quello che ha coinvolto il quartiere "piazza missile" battezzato dai media "torri", il cui livello di abbandono  e degrado sia strutturale-estetico che sociale poi, è divenuto  irreversibile, con fenomeni di criminalità e spaccio al loro interno, ha portato all'unica soluzione possibile: le 6 torri Athena ed Anna sono state interamente abbattute nel maggio del 2019 come passo in vista di una riqualificazione della zona, affetta da fenomeni di illegalità.
Zingonia - oltre ad essere una realtà produttiva - è ritenuta un esempio interessante di utopia sociale ed architettonica, dove l'idea di città si estendeva - a differenza di progetti abitativi quali Corviale a Roma - dalle mere residenze a tutti i bisogni della cittadinanza (salute, svago…), non inclusi all'interno dell'isolato, ma "spalmati" su tutta l'area di quella che avrebbe dovuto essere una città ideale. Se nella realtà la Zingonia sulla "carta" è stata in parte demolita, oppure degradata e sostituita da un'urbanizzazione diversa, le iniziali intenzioni dei progettisti, gli studi che ne furono all'origine, la realtà iniziale, oltre alle cause del fallimento (l'abbandono da parte di alcune aziende, la mancanza di servizi e della realizzazione di alcuni dei progetti "esterni" dati per scontati e la carenza di coordinamento) hanno portato Zingonia ad essere studiata ed analizzata diverse volte, diventando un vero e proprio laboratorio per il recupero dell'idea iniziale - pur con tutti i limiti degli interessi finanziari che supportavano il progetto - di una città costruita attorno alla persona.

## Società
La popolazione dell'area di Zingonia è, al 31 dicembre 2006, di 4 234 abitanti, di cui 2 124 cittadini stranieri ovvero il 50,17% del totale.

## Cultura

### Media

#### Televisione
Nel febbraio 2009 è stato trasmesso da RAI Storia un documentario dedicato a Zingonia, dal titolo Viaggio a Zingonia, nell'ambito della trasmissione Ritorno al Presente diretto dal regista  Eugenio Vecchioli Farioli.

### Arte

#### Zingonia - Arte Integrazione Multicultura
"Zingonia - Arte Integrazione Multicultura" è stato un progetto di public art realizzato in collaborazione con l'Accademia Carrara di Belle Arti di Bergamo e il comune di Ciserano e cofinanziato dalla Regione Lombardia. L'attività si è svolta a Zingonia. Il progetto ha vinto il premio Minimum Prize 2003, presso Cittadellarte-Fondazione Pistoletto, Biella.
Il progetto si è sviluppato attraverso la creazione di un'associazione culturale per l'arte contemporanea, Reporting System, nata nel 2004 e volta alla promozione e sviluppo di processi creativi nello spazio pubblico. Nel 2005 il lavoro di Reporting System è alla biennale di Siviglia al CAAC; nel 2003 realizza un progetto dal titolo Voyages croises insieme a un collettivo di artisti africani, Huit Facettes Interaction; progetto esposto nel 2002 presso Documenta 11.

### Musica
Il rapper Mboss è cresciuto a Zingonia ed è un elemento ricorrente nei suoi brani.